# Leone Sinigaglia
Leone Sinigaglia (* 14. August 1868 in Turin; † 16. Mai 1944 ebenda) war ein italienischer Komponist, Alpinist und Opfer des Holocaust.

## Leben und Werk

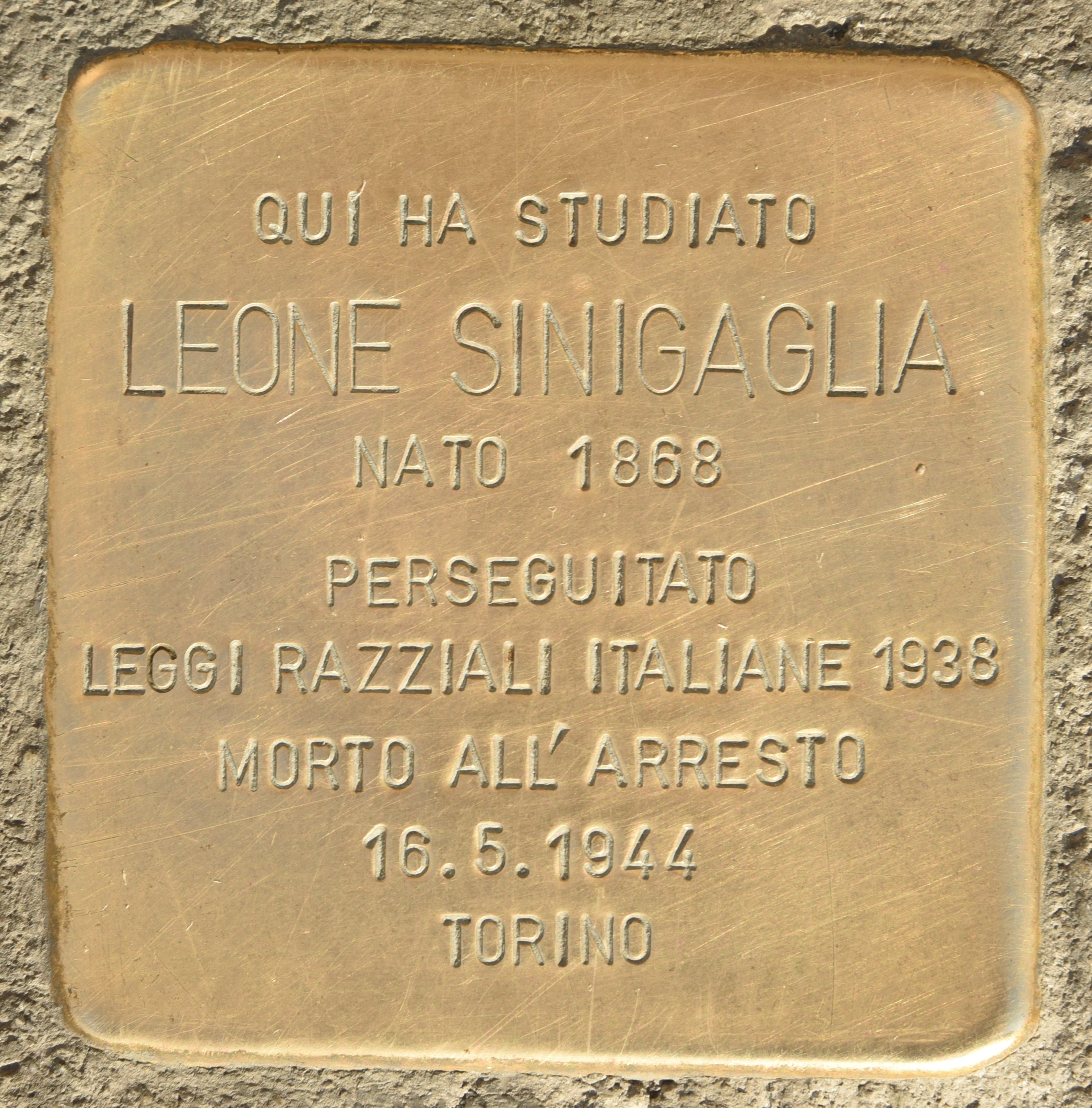
Stolperstein für Leone Sinigaglia

Leone Sinigaglia entstammte einer wohlhabenden jüdischen Familie. Seine Eltern Abramo Alberto Sinigaglia und Emilia Romanelli waren unter anderem mit Antonio Fogazzaro, Galileo Ferraris, Cesare Lombroso und Leonardo Bistolfi befreundet. Sein Vater war ein Kunstkenner und Kunstsammler, insbesondere von Miniaturen. Seine Miniaturensammlung ist in der Pinacoteca Ambrosiana ausgestellt, an die die Sammlung 1939 verschenkt wurde, um sie dem Zugriff durch die Faschisten zu entziehen. Leone wuchs in diesem kulturell offenen Ambiente auf.
Leone Sinigaglia lernte in Turin Klavier und Violine spielen. Um 1888 wurde er Schüler von Giovanni Bolzoni, bei dem der das Komponieren erlernte. 1894 verließ er Turin und reiste nach Wien. In der Hauptstadt des 
Habsburgerreiches vertiefte er seine Studien zur Komposition bei Eusebius Mandyczewski.
Bekannt wurde er durch sein Violinkonzert in A dur op. 20 von 1901. Er zeigte in seinem Frühwerk deutliche Einflüsse von Johannes Brahms und Antonín Dvořák. Leone Sinigaglia verdankt seine Erfolge besonders der Verwendung piemontesischer Melodien, von denen er sechs Hefte als Vecchie canzoni popolari del Piemonte herausgab, wie auch einer leichten, flüssigen, aber nicht oberflächlichen Stilbildung.
Mit der Verkündung der italienischen Rassengesetze 1938 wurde die Aufführung seiner Werke verboten und seine Kompositionen aus den Bibliotheken entfernt. Zusammen mit seiner Schwester Alina zog er sich auf den Familienbesitz zurück. Im Februar 1944 wurde die Familienvilla im Turiner Vorort Cavoretto von der faschistischen Miliz geplündert, anschließend richteten die Deutschen dort eine Kommandantur ein. Leone und Alina Sinigaglia fanden zunächst Zuflucht in ihren kleinen Stadtwohnung in Turin. Anschließend versteckten sie sich, um den Deportationen in die Konzentrationslager zu entgehen, mit falschen Papieren im Krankenhaus Maurizian. Die Station für Infektionskrankheiten war auch für viele andere jüdische Bürger eine Zufluchtstation geworden. Als er am 16. Mai 1944 von der faschistischen Polizei in seinem Versteck im Krankenhaus aufgespürt wurde, erlitt er vor Schreck einen Herzinfarkt an dessen Folgen er starb.
2017 wurde in Turin ein Stolperstein für Leone Sinigaglia verlegt.
Neben seiner Liebe zur Musik war Sinigaglia in seinen jüngeren Jahren ein begeisterter Bergsteiger. Als erfahrener Alpinist eröffnete er neue Routen auf dem Matterhorn und in den Ampezzaner Dolomiten in der Croda-da-Lago-Gruppe.

## Werke von Leone Sinigaglia (Auswahl)
- Variationen über ein Thema von Brahms für Streichquartett op. 22
- Rapsodia piemontese vür Violine und Orchester op. 26
- Streichquartett D-Dur op. 27
- Zwei Stücke für Horn und Pianoforte op. 28
- Romanze A-Dur für Violine und Orchester op. 29
- Danze piemontesi für Orchester op. 31
- Lustspielouvertüre Le Baruffe chiozotte nach Goldoni op. 32
- Serenade für Streichtrio op. 33
- Suite Piemonte op. 35 (1905)
- Serenade D-Dur op. 36 (1909)
- Lamento in memoria di un giovane artista  (Natale Canti) für Orchester op. 38
- Cellosonate op. 41
- Rondo für Violine und Orchester op. 42